# دیوید سیمون
دیوید سیمون (انگلیسی: David Simon؛ زادهٔ ۱۹۶۰ (۶۴–۶۵ سال)) یک خبرنگار اهل ایالات متحده آمریکا است.